# Vannes agglo - Golfe du Morbihan
La Vannes agglo - Golfe du Morbihan (CCCT) (en bretó Kumuniezh tolpad-kêrioù Bro-Wened) és una estructura intercomunal francesa, situada al departament d'Ar Mor-Bihan a la regió Bretanya. Té una extensió de 521 kilòmetres quadrats i una població de 129.165 habitants (2008). També és una de les comunitats de municipis que ha signat la carta Ya d'ar brezhoneg.

## Composició
La Comunitat d'aglomeració Vannes agglo - Golfe du Morbihan aplega 24 comunes :
1. Arradon
2. Baden
3. Le Bono
4. Elven
5. Le Hézo
6. Île-aux-Moines
7. Île d'Arz
8. Larmor-Baden
9. Meucon
10. Monterblanc
11. Noyalo
12. Plescop
13. Ploeren
14. Plougoumelen
15. Saint-Avé
16. Saint-Nolff
17. Séné
18. Sulniac
19. Surzur
20. Theix
21. Trédion
22. Treffléan
23. La Trinité-Surzur
24. Vannes

## Presidents
- 2000-2011: François Goulard (UMP)
- 21 d'abril de 2011 – 7 d'octubre de 2011: Gilles Auvray (UMP)
- 7 d'octubre de 2011 – 14 de novembre de 2011: René Mazier (UMP) (interí)
- 14 de novembre de 2011: Pierre Le Bodo (UMP).[1]